# El tiempo nublado
 (novembre 2019).
Pour plus de détails, voir Fiche technique et Distribution.
El tiempo nublado est un film documentaire helvético-paraguayen réalisé par Arami Ullon et sorti en 2014.
Le film traite de la relation du réalisateur avec sa mère vieillissante, qui souffre d'épilepsie et de la maladie de Parkinson.
Le film est sélectionné comme entrée paraguayenne — le premier présenté par le Paraguay — pour l'Oscar du meilleur film en langue étrangère à la 88e cérémonie des Oscars qui s'est déroulée en 2016.

## Fiche technique
- Titre anglais : Cloudy Times

## Production
El tiempo nublado est une coproduction entre la Suisse, où le réalisateur réside, et le Paraguay.